# Czesław Marchewczyk
Czesław Karol Marchewczyk (* 1. Oktober 1912 in Krakau; † 10. November 2003 ebenda) war ein polnischer Eishockey- und Handballspieler.

## Karriere
Czesław Marchewczyk war hauptberuflich im Bauingenieurwesen tätig. Von 1924 bis 1949 war er im Sportverein KS Cracovia aktiv, mit dessen gleichnamiger Eishockeyabteilung er in den Jahren 1937, 1946 und 1947 jeweils den polnischen Meistertitel gewann. Ebenfalls erfolgreich war er als Mitglied der Handballabteilung von KS Cracovia, mit der er in den Jahren 1930 und 1933 jeweils Polnischer Meister wurde.

### International
Für die polnische Eishockeynationalmannschaft nahm Marchewczyk an den Olympischen Winterspielen 1932 in Lake Placid, 1936 in Garmisch-Partenkirchen und 1948 in St. Moritz teil. Zudem stand er im Aufgebot seines Landes bei den Weltmeisterschaften 1930, 1933, 1935, 1937, 1938 und 1939. Insgesamt bestritt er 66 Länderspiele zwischen 1929 und 1948 für Polen, in denen er 20 Tore erzielte.
Für die polnische Handballnationalmannschaft kam er 1935 zu seinem einzigen Länderspieleinsatz.

## Erfolge und Auszeichnungen

### Eishockey
- 1937 Polnischer Meister mit KS Cracovia
- 1946 Polnischer Meister mit KS Cracovia
- 1947 Polnischer Meister mit KS Cracovia

### Handball
- 1930 Polnischer Meister mit KS Cracovia
- 1933 Polnischer Meister mit KS Cracovia